# Christmas & Chill
Christmas & Chill é o segundo EP da cantora estadunidense Ariana Grande. Lançado como uma gravação para o Natal, o EP contém seis faixas originais. O lançamento do EP para os serviços de streaming deu-se em 17 de dezembro de 2015, enquanto sua disponibilização digital ocorreu no dia seguinte através da gravadora Republic.

## Antecedentes e produção
Durante os dias que antecediam o lançamento do disco, Grande compartilhou vídeos com pequenas partes de cada faixa em sua conta oficial da plataforma Snapchat. Grande e sua equipe desenvolveram a gravação em uma semana.

## Recepção da crítica
Patricia Garcia da Vogue chamou o disco de "atrevido" e ainda relatou que "seu mini-álbum pode não ser a trilha sonora de escolha para abrir os presentes pela árvore de Natal", além de intitular a faixa "True Love" de "atualização" para "All I Want for Christmas is You", de Mariah Carey. Em relação às faixas, Brittany Spanos da Rolling Stone chamou-as de "baladas românticas de Natal sobre batidas trap."

## Alinhamento de faixas
A edição padrão de Christmas & Chill contém seis faixas, uma delas sendo a introdução para o real conteúdo.
| N.º            | Título                  | Compositor(es)                                                                                            | Duração |  |
| 1.             | "Intro"                 | Ariana Grande Ryan Tedder Victoria McCants Thomas Lee Brown Travis Sayles Steven Franks Michael D. Foster | 1:05    |  |
| 2.             | "Wit It This Christmas" | Grande Tedder McCants Brown Sayles Franks Foster Peter Lee Johnson                                        | 2:41    |  |
| 3.             | "December"              | Grande Tedder McCants Brown Sayles Franks Foster                                                          | 1:56    |  |
| 4.             | "Not Just on Christmas" | Grande McCants Brown Sayles Franks Foster Johnson                                                         | 2:02    |  |
| 5.             | "True Love"             | Grande Tedder McCants Brown Sayles Franks Foster Johnson                                                  | 2:46    |  |
| 6.             | "Winter Things"         | Grande McCants Brown Sayles Franks Foster Johnson                                                         | 2:38    |  |
| Duração total: | Duração total:          | Duração total:                                                                                            | 12:28   |  |

| Faixa bônus da versão japonesa do CD |                                                |                                                         |         |  |
| N.º                                  | Título                                         | Compositor(es)                                          | Duração |  |
| 7.                                   | "Into You (Alex Ghenea Remix; com Mac Miller)" | Grande Max Martin Savan Kotecha Alexander Kronlund Ilya | 3:38    |  |
| Duração total:                       | Duração total:                                 | Duração total:                                          | 16:49   |  |

| Faixa bônus da versão digital e faixa escondida do vinil |                                   |                                        |         |  |
| N.º                                                      | Título                            | Compositor(es)                         | Duração |  |
| 7.                                                       | "Santa Tell Me" (Naughty Version) | Grande Ilya Salamanzadeh Savan Kotecha | 3:24    |  |
| Duração total:                                           | Duração total:                    | Duração total:                         | 16:34   |  |

## Desempenho comercial

### Posições nas tabelas musicais
| Tabela musical (2015)                     | Melhor posição |
| ----------------------------------------- | -------------- |
| Austrália (ARIA)                          | 49             |
| Canadá (Billboard)                        | 43             |
| Estados Unidos (Billboard 200)            | 34             |
| Estados Unidos (Billboard Holiday Albums) | 3              |
| Suécia (Sverigetopplistan)                | 30             |

## Histórico de lançamento
| Região | Data                   | Formato          | Gravadora |
| ------ | ---------------------- | ---------------- | --------- |
| Mundo  | 18 de dezembro de 2015 | Download digital | Republic  |